# Hispania
Hispania är det latinska namnet på Iberiska halvön , omfattande Spanien, Portugal, Gibraltar och Andorra. Termen användes också för de romerska provinser som fanns på halvön. Landsnamnet Spanien (spanska: España) härstammar från latinets Hispania. Det romerska Hispania börjar utvecklas omkring 200 f. Kr och den romerska provinsen upphör att existera i mitten av 400-talet e. Kr.

## Termen Hispania
Termen Hispania är latin, medan termen Iberia är grekiska. Att säga på spanska iber eller hispanus är fel då det saknar historiskt sammanhang, det ger en åtskillnad i tid och miljö. I bevarade texter från romarna använder de alltid namnet Hispania som först används omkring 200 f.Kr. av poeten Quintus Ennius, medan de texter som har bevarats från grekerna alltid använder namnet Iberia.
Delar av andra puniska kriget mellan kartagerna och romarna ägde rum på halvön Iberien. De puniska krigen slutade med Roms triumf. Efter kriget behöll romarna intresset för Iberien. Men då de namngav området valde de det namn de som kartagerna hade använt Ispania. Romarna lade till ett H, liksom de också lade till ett H till Hiberia. Förutom de tillagda h:et använde de plural, Hispanias, i likhet med att de använde plural i Gallien.
Med tiden kommer detta ortnamn (toponym) att härledas till ordet Spanien, som kommer att beteckna halvöns geografiska enhet, plus de senare erövringarna av Balearerna och Kanarieöarna. Genom historien skapas ett nytt kungarike Portugal, och frånden tiden kommer termen Spanien inte att vara samma territorium som iberiska halvön.

## Romerska provinser
Till en början under den romerska republiken delades halvön in i Hispania Citerior (Hitre Spanien) och Hispania Ulterior (Bortre Spanien) av romarna. Under principatet delades Ulterior i Hispania Baetica och Hispania Lusitania, medan Citerior fick namnet Hispania Tarraconensis. År  27 f.Kr delade Marcus Vipsanius Agrippa Hispania Ulterior i två: Hispania Baetica (nuvarande södra Spanien och Gibraltar) och Lusitania (större delen av dagens Portugal och mellersta västra Spanien).
I början av 200-talet e.Kr delades Hispania Citerior i två, men provinsen återförenades snart år 238 under namnet Hispania Tarraconensis. Under samma århundrade, under soldatkejsarna, delades den nordvästra delen av Tarraconensis upp som en egen liten provins: Hispania Nova.
Under Diocletianus tetrarki reformerades Romarrikets indelning i provinser grundligt år 293. Hispania delades då in i fem delar: Baetica, Gallaecia (nuvarande Galicien, León, Asturien och norra Portugal), Lusitania, Carthaginiensis (nu centrala och östra Spanien) och Tarraconensis (nordöstra Spanien och Andorra). Denna uppdelning bibehölls fram till det västromerska rikets kollaps år 476.

## Historia

### Den romerska erövringen
Efter att Karthago hade besegrats i det första puniska kriget (264–241 f.Kr.) tog romarna över Sicilien, Korsika  och Sardinien. Sedan expanderade Kartago på den iberiska halvön, som Rom inte gjorde anspråk på. Från denna tid utvidgade Kartagos militära ledarna Hamilkar Barkas, Hasdrubal och Hannibal Hispania som en ny maktbas och koloni mellan 237 och 218 f.Kr. Genom expansionen i området hittade Karthago nya marknader och kunde stärka sin ekonomi.
Denna aktivitet gick inte obemärkt förbi i Rom och dess grekiska allierade Emporion och Massalia. Dessa förbundna slöt det så kallade Ebrofördraget 226 f.Kr. och enades man om Iberiska halvön som den östra gränsen för den kartagiska inflytelsesfären. År 219 f.Kr. erövrade Hannibal dock den grekiska staden Saguntum i Hispania, som var allierad med romarna. Som ett resultat av detta bröt det andra puniska kriget ut mellan Karthago och Rom som varade från 218 f.Kr. till 201 f.Kr.
Romarnas strategiska mål blev nu besittningen av Hispanias kuster för att beröva kartagerna reserver av manskap och material. Våren 218 f.Kr. marscherade Hannibal landvägen med omkring 100 000 soldater mot Gallien och Italien. Det som återstod i Hispania var en reserv på 22 000 fotsoldater, 3 500 ryttare och 52 krigsfartyg under befäl av hans bröder Mago och Hasdrubal Barkas. År 217 f.Kr. landsteg romarna under sin general och konsul Gnaeus Cornelius Scipio Calvus i Emporion med två legioner och 60 skepp för att skära av Hannibals försörjning. Hans brorson Publius Cornelius Scipio Africanus fördrev senare slutligen kartagerna från Hispania för gott  år 206 f.Kr.
Den romerska republiken erövrade och ockuperade territorier på den iberiska halvön som tidigare var under kontroll av inhemska keltiska, iberiska, keltiberiska och akvitanska stammar och Kartago. De kartagiska områdena i södra och östra delen av halvön erövrades 206 f.Kr. under det andra puniska kriget. Den romerska kontrollen utvidgades sedan gradvis över större delen av halvön utan annekteringar. Erövringen slutfördes efter den romerska republikens slut (27 f.Kr.) av Augustus, den första romerska kejsaren, som annekterade hela halvön till det romerska riket 19 f.Kr.
Erövringen inleddes med det romerska förvärvet av de tidigare kartagiska territorierna i södra Hispania och längs östkusten 206 f.Kr som ett resultat av det andra puniska kriget (218–201 f.Kr.), varefter Kartagos styrkor lämnade halvön. Detta resulterade i en fortsatt romersk närvaro i södra och östra Hispania. År 197 f.Kr. upprättade romarna två romerska provinser. Dessa var Hispania Citerior längs större delen av östkusten (ett område som motsvarar dagens Valencia, Katalonien och en del av Aragonien) och Hispania Ulterior i söder, motsvarande dagens Andalusien. Provinserna från 197 f.Kr. styrdes av två pretorer. Den norra delen av halvön det vill säga området mellan Pyrenéerna och Galicien, förblev självständigt fram till Caesars tid.
Under de följande 170 åren utökade republiken sin kontroll över Hispania. Detta var en gradvis process av ekonomisk, diplomatisk och kulturell infiltration och kolonisering, med kampanjer av militär ockupation när det fanns inhemskt motstånd, och inte resultatet av en enda kontinuerlig erövringspolitik. Romarna förvandlade några infödda städer utanför sina två provinser till bistäder och etablerade utposter och romerska kolonier för att utöka sin kontroll. Guvernörer som sändes till Hispania tenderade att agera oberoende av senaten på grund av det stora avståndet till Rom. Under den senare delen av denna period försökte senaten utöva mer kontroll, men detta var för att försöka stävja missbruk och utpressning av tjänstemän på halvön. Erövringen var en process av assimilering av de lokala stammarna i den romerska kulturen och dess ekonomiska system och lagar.
De långa erövringen varade i nästan två århundraden; Under processen romaniserades området. I och med erövringen bröts den inhemska civilisationen sönder, och ersattes av den romerska grekisk-latinska kulturen. Under dessa två århundraden fanns det många militära konflikter. Först kom iberernas frihetskrig där de och andra folk gradvis besegrades av romarna och dominerades. Staden Numantia  var ett motståndsfäste för keltiberna under detta krig. En central gestalt i motståndet från 149 f.Kr. var den lusitanske ledaren Viriathus som mördades av en romersk agent 139 f.Kr. Sertorius, praetor av Hispania Citerior, ledde ett upprorskrig under 70-talet f. Kr. mot Rom som inledningsvis nådde vissa framgångar. Inbördeskrig mellan Caesar och Pompejus ägde till stor del rum på Hispanias territorium. Senare kom Caesars och Augustus fälttåg för att kuva galicierna, asturerna och kantabrierna. De blev till slut Pax Augusta. Hispania delades in i tre provinser i slutet av det första århundradet f.Kr.

## Romerska principatet. kejsartiden och senantiken
Styret förändrades efter republikens slut när kejsarnas styre i Rom etablerades. Efter den romerska segern i Kantabriska krigen på norra delen av halvön (det sista upproret mot romarna på Hispania) erövrade Augustus norra Hispania, annekterade hela halvön. 
Den romerska provinsen Hispania Citerior utökades avsevärt och kom att omfatta den östra delen av centrala Hispania och norra Hispania. År 27 f.Kr. döpte Augustus om Hispania citerior till Hispania Tarraconensis eller Tarraconensis, och provinsen blev en kejserlig provins. Augustus genomförde en administrativ omorganisation 19 f.Kr.  Då delades  Hispania Ulterior i provinserna Lusitania och Baetica, varigenom han lade beslag på den förstnämnda till sig själv och lämnade den senare som en senatorsprovins. Provinsen Baetica  utgjorde större delen av dagens Andalusien. Lusitania täckte dagens Portugal upp till floden Durius (Douro), den nuvarande autonoma regionen Extremadura och en liten del av provinsen Salamanca i dagens Spanien.
Under senantiken slogs halvön ihop med delar av Nordafrika under Diocletianus för att bilda stift XV (Dioecesis Hispaniae), där provinsen Tarraconensis delades upp i flera delar Baetica, Lusitania, Gallaecia, Tarraconensis inklusive Balearerna, Karthaginiensis, Mauretania Tingitana.
Två antika författare vars verk behandlar Hispania har varit av stor vikt för  historiker under alla århundraden är geografen Strabon och universalhistorikern Pompeius Trogus. Båda ägnar kapitel i sina verk åt Hispania.
Trogus ger en beskrivning av områdets invånare. Folket i Hispania har förberett sina kroppar för uppoffringar (avhållsamhet) och trötthet (strapatser) och sina andar för döden. De tillämpar hård och sträng nykterhet i allt. Under århundraden av krig med Rom har de inte haft någon annan kapten än Viriathus, en man med sådan dygd och återhållsamhet att han, efter att ha besegrat de konsulära arméerna i 10 år, aldrig i sitt sätt att leva ville skilja sig från någon menig soldat.

## Folkvandringstiden
På 400-talet e.Kr. övergick styret i Hispania från romarna till sveberna och visigoterna. Detta skedde inte  genom en enda händelse utan skedde gradvis. År 409 skedde den första stora invasionen av sveber, alaner och vandaler. Romarna använde därefter visigoterna under Athaulf som federati omkring 415. Visigoterna bosatte sig, efter att ha besegrat vandaler och alaner på iberiska halvön, i Akvitanien i sydvästra Gallien år 418 och bildade ett kungarike runt Toulouse, det visigotiska riket. År 456 invaderade visigoterna Hispania för första gången på eget initiativ. De besegrade det svebiska riket. 
Under de följande decennierna fortsatte visigoterna att utöka sitt inflytande i Spanien, men officiellt handlade de fortfarande med auctoritate Romana, på romarnas vägnar. År 460 satte kejsar Majorianus återigen sin fot på spansk mark i spetsen för en armé. Men år 469 gjorde visigoterna öppet uppror mot kejsar Anthemius, och år 472 plundrade de under Eurik Tarraconensis, den sista provinsen som fortfarande officiellt var under kejserlig kontroll.  Eurik hade då gjort slut med fedrationen med Västrom. Från 490-talet och framåt flyttade allt flera visigoter och bosatte sig permanent i Spanien. Detta blev slutet på det västromerska styret i Hispania. Även om det romerska styret hade försvunnit långt tidigare.

## Bysantinska Spania
Bysantinska Spania var en besittning av det östromerska riket i Spanien från 552 till 624, på de områden som erövrades  från det visigotiska riket av  Justinianus trupper. År 551/52 skickade Bysans kejsare Justinianus patricius Liberius en expeditionskår till södra Spanien. Truppen drog nytta av inre gotiska strider och han lyckades erövra ett område som möjligen omfattade i stort sett det gamla Baetica. Detta område organiserades av kejsaren som en ny provins i Spanien, trupperna där var underställda en magister militum spaniae. Huvudstad var Carthago Nova (Cartagena). När visigoterna lyckades erövra staden år 625 innebar det slutet för den romerska kejserliga närvaron på den  på den iberiska halvön.

### Bysans erövring
År 534 hade den romerske generalen Belisarius återupprättat den bysantinska provinsen Mauretanien genom att erövra Vandalriket i norra Afrika. Trots  ansträngningar hade vandalkungen Gelimer inte lyckats få till stånd en allians med den visigotiske kungen Theudis. Denne tog tillfället i akt när vandalernas auktoritet kollapsade och erövrade Ceuta (Septem) över Gibraltarsundet år 533, möjligen för att stoppa bysantinerna framfart. Detta citadell intogs året därpå av en expedition utsänd av Belisarius. Ceuta blev en del av Mauretanien. Det var en viktig bas för underrättelser om vad som hände i Spanien åren före Justinianus invasion år 552.
Justinianus tog tillfället i akt för att försöka återerövra Spanien till riket och skickade våren 552 dit en expedition enligt Jordanes ledd av patriciern Liberius. Jordanes skriver att Theudis efterträddes av Agila I, och att Athanagild gjorde uppror och att patriciern Liberius var på väg med en armé för att kontrollera situationen. Erövringen av södra Spanien underlättades av det faktum att den romerska ordningen, de lokala magnaternas makt och invånarna som bekände sig till ortodox kristendom var fientligt inställda till goterna. Dessutom hade hamnstäderna i söder kvar starka handelsförbindelser med öst. Bysans besittningar fanns redan nära Spanien. Under kriget mot vandalerna i Nordafrika erövrade bysantinerna kontrollen över den afrikanska kusten. Den yttersta stödjepunkten för deras besittningar i väster var Septem (Ceuta), som ligger mittemot den spanska kusten. Balearerna återerövrades också från vandalerna.
År 550, under Agila I:s regeringstid, drabbades visigotiska Spanien av revolter, varav två var allvarliga. Invånarna i Córdoba gjorde uppror mot goterna och det arianska styret och Agila besegrades, hans son dödades och den kungliga skattkammaren gick förlorad. Själv drog Agila sig tillbaka till Mérida. Datumet för den andra stora revolten kan inte fastställas exakt. Antingen 549 eller 551 intog en adelsman vid namn Athanagild Sevilla, huvudstad i Baetica, och utropade sig som kung i opposition mot Agila. Vem som vände sig till bysantinerna för att få hjälp är också omtvistat. Primärkällorna ger olika uppgifter. Till och med namnet på generalen i den bysantinska armén är omtvistat. 
James J. O'Donnell ifrågasätter i sin biografi över Liberius detta påstående, eftersom patriciern var åttioåring vid den tiden, och Prokopius rapporterar att han hade återvänt till Konstantinopel när bysantinerna invaderade Hispania och alltså inte kunde ha lett invasionen. O'Donnell uppger att Jordanes kan ha hört Liberius namn nämnas som befälhavare för den spanska expeditionen, men i slutändan gör det faktum att han befriades från befälet över styrkorna på Sicilien historien om hans resa till Spanien otrolig.
Enligt Isidor av Sevilla i sin Goternas historia var det Athanagild, som hösten 551 eller vintern 552 bad Justinianus om hjälp. Armén sändes troligen år 552 och landsteg i juni eller juli. De romerska styrkor landsteg troligen vid mynningen av Guadalete eller kanske vid Málaga. De förenade sig med Athanagild för att besegra Agila när han marscherade söderut från Mérida mot Sevilla i augusti eller september 552.  Kriget pågick i ytterligare två år. Liberius återvände enligt andra källor till Konstantinopel i maj 553. Det är troligt att en bysantinsk styrka från Italien, som nyligen hade återerövrats  från östgoterna och pacificerats efter det gotiska kriget, landsteg i Cartagena i början av mars 555 och marscherade inåt landet till Baza (Basti) för att förena sig med sina landsmän nära Sevilla. Deras landstigning i Cartagena blev våldsam. Den infödda befolkningen, som inkluderade Leander av Sevillas familj, var välvilligt inställda till visigoterna och det bysantinska styret i staden tvingades undertrycka deras motstånd, ett förtryck som varade i årtionden under deras ockupation. Leander och större delen av hans familj flydde och hans skrifter präglas av hans starka antibysantinska känslor.
I slutet av mars 555 vände sig Agilas anhängare mot honom och mördade honom. De var rädda för de bysantinska framgångarna. Athanagild blev nu obestridd kung över goterna. Athanagild försökte snabbt befria Spanien från bysantinerna men försöket misslyckades. Bysantinerna ockuperade många kuststäder i Baetica och denna region förblev en bysantinsk provins tills den återerövrades av visigoterna knappt sjuttio år senare.
Den formella anledningen till expeditionen till Spanien var enligt Isidor av Sevilla att den visigotiska aristokraten Athanagild, som gjorde uppror mot kung Agila I vädjade till kejsaren. Athanagild bad om militär hjälp, förmodligen lovade han att visigoterna återigen skulle erkänna sig själva som imperiets federerade. Enligt ett annat antagande avträdde han till bysantinernas territorium på södra delen av halvön, som visigoterna ändå inte kontrollerade.
Detaljerna i den militära kampanjen är okända. Prokopius nämner inte fälttåget alls, och rapporterna från Jordanes och Isidor av Sevilla var alltför kortfattade för att ge en klar bild. När de kejserliga trupperna från Italien landsteg hade kung Agila I redan dödats och Athanagild hade tagit över tronen. Agilas anhängare fortsatte dock att göra motstånd mot honom. Kung Athanagild kunde inte hindra bysantinernas operationer. Han hade troligen aldrig tänkt följa fördraget med kejsardömet. Efter en tid inledde Athanagild ett krig mot bysantinerna. Hur det kriget slutade vet vi ingenting om. Troligtvis var det inte särskilt framgångsrikt för visigoterna, eftersom de inte kunde fördriva bysantinerna och inte kunde hindra dem från att organisera sin egen provins på södra delen av halvön. Forskare menar att bysantinerna inte blev varmt välkomnande i Spanien. Den lokala tidigare romerska adeln, som inte var underkastade goterna, ville inte erkänna kejsarens auktoritet. Eftersom stöd från lokalbefolkningen saknades måste Bysans förlita sig på militär styrka. Justinianus var upptagen av krig på flera fronter, kunde inte skicka några större kontingenter till Spanien. Bysantinarna övergav drömmarna om att erövra hela halvön och begränsa sig till ett mindre område. Omkring år 554 slöts ett fredsfördrag som fastställde gränsen för det bysantinska området.

## Gränser och styrning

Södra Spanien åren 565-586, med Visigotisk expansion in i den bysantinska provinsen.

Frågan om det bysantinska Spaniens gränser är omstridda. Informationen i källorna är knapp och de arkeologiska fynden kan tolkas på olika sätt. Det finns två ytterligheter. Vissa forskare menar att bysantinerna tog hela södra delen av den iberiska halvön i besittning, inklusive dess västra ände nuvarande Algarve. Andra tror att provinsen bestod av flera enklaver vid kusten utan inland, som var förbundna via havet.
Ett antal forskare tror att den ursprungliga huvudstaden i provinsen var Cordoba, men det finns invändningar mot att bysantinerna överhuvudtaget behärskade Cordoba och Hispalis (Sevilla). Troligtvis var dessa städer oberoende av både visigoterna och bysantinerna. Om detta är sant var huvudstaden från allra första början Cartagena, det tidigare centrumet i den romerska provinsen Kartagiska Spanien.

### Sekulär administration

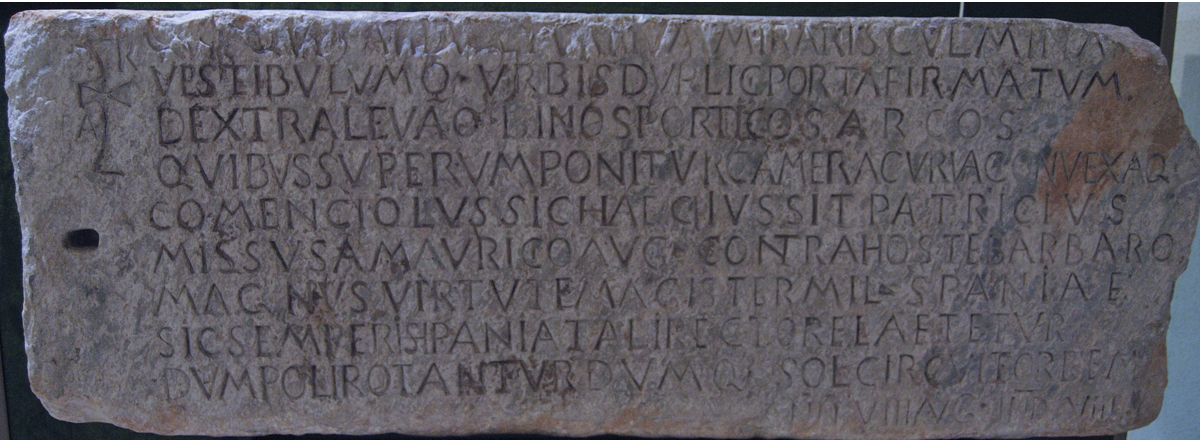
Lápida de Comenciolo, är en inskription från Cartagena som omnämner patriciern Comenciolus

Administrativt var provinsen i Spanien underställt praetorianprefekten i Afrika. Det är möjligt att den nya provinsen inkluderade Balearerna, som var en del av den spanska provinsen under Västrom. Ständiga krig med visigoterna krävde att den militära och civila makten förenades, med Afrika och Italien som förebild, skapades ett exarkat
Den högste administrativa tjänstemannen i Spania var magister militum Spaniae, vilket betyder Spaniens militärmästare. Magister militum styrde civila och militära angelägenheter i provinsen och var endast underställd kejsaren. Typiskt för magistern var att han tillhörde den högsta aristokratiska klassen och var patricier.. Ämbetet, som dokumenteras för första gången år 589, var troligen en skapelse av Justinianus, liksom myntverket, som gav ut provinsens valuta fram till slutet av provinsen ca 625..
Det finns bara fem kända magistri i provinsens histori men det är inte en komplett lista.. Två nämns i förbigående av Isidor av Sevilla som på varandra följande guvernörer under  Suintilas tid, men han utelämnar deras namn. Den förste kände guvernören, Comenciolus (möjligen Comentiolus), reparerade Cartagenas portar och lämnade en inskription daterad 1 september 589 som finns kvar bevarad (se bild).  Den är på latin återspeglar den fortsatta användningen av latin som administrativt språk i provinsen. Det innebär dock inte säkert att Cartagena var provinsens huvudstad. Omkring år 600 fanns det en guvernör vid namn Comitiolus som bar rangen gloriosus, den högsta rangen efter kejsaren. Patriciern och magisten Caesarius slöt ett fredsfördrag med Sisebut år 614 och konfererade med kejsar Herakleios, som var dock mer intresserad av  situationen i  Mesopotamien.
Gränsen mellan provinsen Spania och det visigotiska riket var inte stängd. Resor över gränserna av personliga och kommersiella skäl tilläts och de två regionerna upplevde också långa perioder av fred. Att det var lätt att ta sig över gränsen noterades av den landsflyktige Leander, vars bror mer än en gång korsade den utan hinder. Gränsen hade bestämts genom ett fördrag (pacta) mellan Athanagild och Justinianus I, men datumet för fördraget är fortfarande omdiskuterat. Det kan ha varit en del av de ursprungliga villkoren för bysantinsk hjälp 551 eller 552 eller så kan det ha varit en produkt av kriget mellan goter och romare 555 eller senare. Det undertecknades med säkerhet före Justinianus död år 565. Paktens legitimitet erkändes så sent som på 600-talet.

### Kyrkligt styre
Provinsen Spania hade en övervägande befolkning som var latinsk-kristna katolska bekännare, medan de bysantinska guvernörerna också var kristna, även om många var östkristna ortodoxa. Förhållandet mellan undersåte och härskare och mellan kyrka och stat var inte bättre än i det arianska visigotiska Spanien. Kyrkan i bysantinska Spania var också mer beroende av påvedömet än den gotiska kyrkan. Den visigotiska befolkningen bestod till stor del av den gamla spansk-romanska befolkningen. De två kyrkorna var helt separata. Den enas präster deltog aldrig i den andra kyrkans rådsmöten. Faktum är att inget gemensamt provinsråd någonsin sammanträdde i bysantinska Spania. De teologiska kontroverserna i båda kyrkorna var dock gemensamma. Gregorius den store ingrep framgångsrikt i de olika biskopsdömena i provinsen mer än någon påve någonsin gjorde i det visigotiska riket. Han försvarade två avsatta biskopars rätt till sin egendom och tillrättavisade magister militum Comitiolus, som han anklagade för att blanda sig i kyrkliga angelägenheter. Han anklagade uttryckligen Licinianus av Cartagena för att viga okunniga präster. Licinianus svarade helt enkelt att om man inte gjorde det skulle kyrkorna i provinsens stift stå tomma, en sorglig kommentar till prästutbildningens tillstånd i Spanien. 

## Provinsen Spanias förfall och visigotisk återerövring

### Leovigildkrigen
Den visigotiska kungen Leovigild utnyttjade den utrikespolitiska situationen då Bysans italienska besittningar attackerades av langobarderna 568. Han inledde år 570 militära operationer, som korsade Betis och ödelade en betydande del av de bysantinska territorierna. Året därpå nådde han ännu större framgångar. Med hjälp av en förrädare Framidaneus (möjligen en got) erövrade han det välbefästa Asidon (Medina Sidonia) och drev bysantinerna till kusten. Han intog många städer och fästningar i Guadalquivirdalen och besegrade en stor armé av rustici (lantisar), enligt Johannes av Biclarum, som kan ha syftat på en armé av banditer vid namn Bagaudae, som hade etablerat sig i den omtvistade buffertzonen mellan gotisk och romersk kontroll. Endast avsaknaden av en flotta hindrade honom från att slutföra erövringen och driva ut de kejserliga trupperna från Spanien. Han underkuvade sedan Cordoba, som dittills hade förblivit självständigt. År 572 slöts en fred, enligt vilken visigoterna fick Betisdalen och bysantinerna endast behöll en smal kustremsa.
Nästa krig med visigoterna skedde under det visigotiska inbördeskriget på 580-talet. Leovigilds son Hermenegild utropade sig själv till kung och gjorde uppror mot sin far med stöd av den spansk-romerska adeln. Han hade stöd i städerna i Baetica: Cordoba, Hispalis (Sevilla) och Emerita Augusta (Mérida). Hermenegild hade konverterat till den ortodoxa katolska läran och räknade med stöd från sina trosfränder: bysantinerna och sveberna. Han inledde en korrespondens med kejsarna Tiberius II och Maurikios, och katolske biskopen Leander av Sevilla, en av ledarna för den romerska aristokratin. Han reste till Konstantinopel för att be om stöd. Bysans kunde inte avvara ytterligare styrkor till Spanien, och de lokala trupperna var för svaga att hålla ställningarna. År 583 gick  svebernas kung Myron in i kriget för att hjälpa  Hermenegild , men han besegrades och dödades. Bysantinerna utnyttjade inbördeskriget i visigotiska Riket för att annektera Cordoba, men år 584 återerövrade Leovigild staden. Efter Leovigilds segrar hotades bysantinerna med en förlust av alla besittningar i Spanien. Gränsen mot visigoterna låg nära Cartagena och var synlig från staden. 
För att rädda situationen skickade Maurikios en erfaren militär befälhavare, Comenciol, till Spanien. I Cartagena finns en inskription till hans ära bevarad, daterad 589/590. Comenciol kallas där patricier, befälhavare för trupper (magister militum spaniae) och kyrkoherde i provinsen. Han kombinerade militärt befäl och civil administration i sina egna händer och ägnade sig enligt påven Gregorius I:s vittnesmål till och med åt att utnämna och avskeda biskopar. Comentiol lyckades återerövra en del av det territorium som erövrats av visigoterna, och år 589 återerövrade han Asidon.

### Reccareds regeringstid

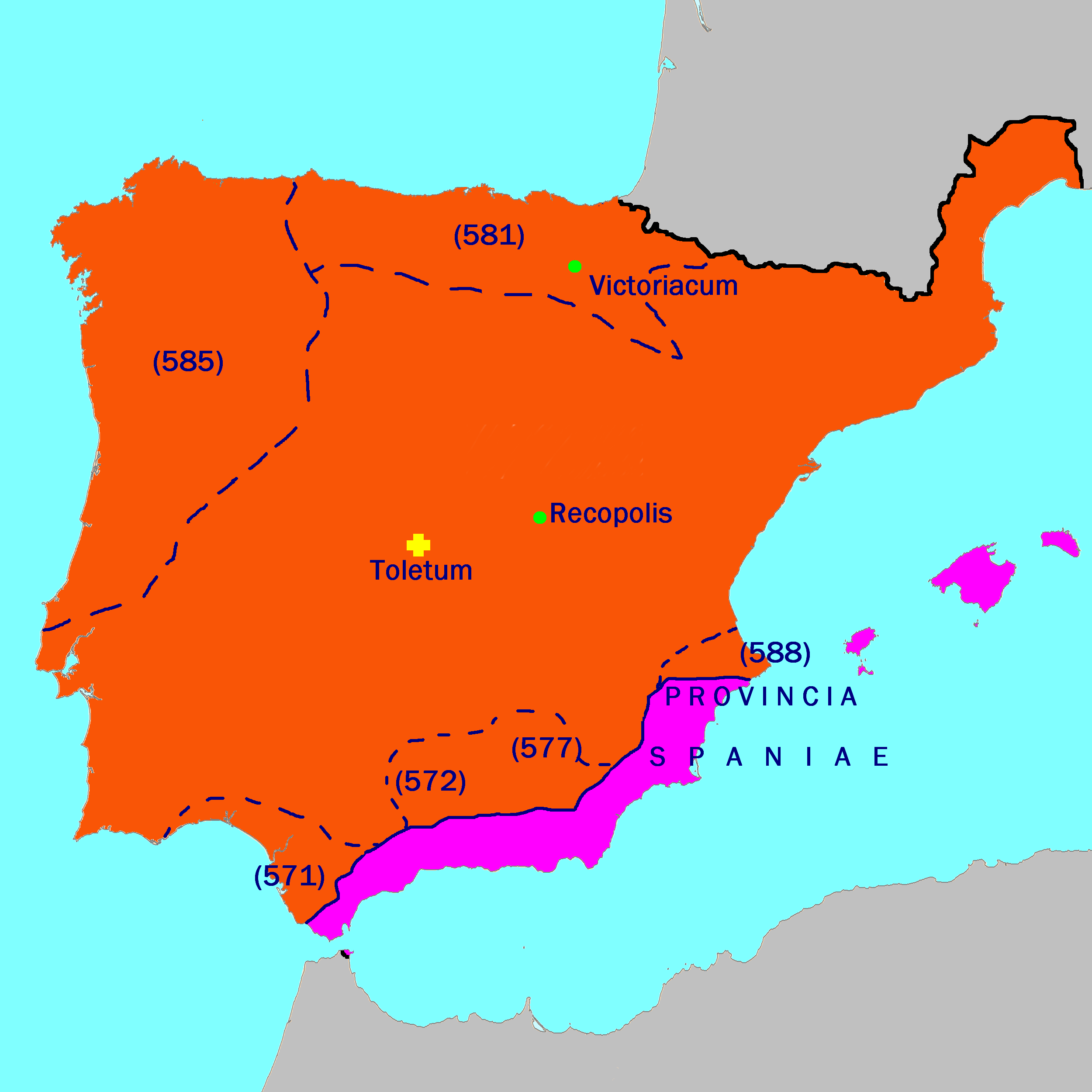
Spanien år 586 efter Leovigilds erövringar (med datum för erövringar på kartan).

Under Reccareds styre gick bysantinerna återigen på offensiven och återtog förmodligen en del av sitt tidigare territorium. Reccared erkände legitimiteten i den nya bysantinska gränsen. Han skrev till påven Gregorius och begärde att en kopia av det gamla fördraget skulle skickas från kejsar  Maurikios. Gregorius svarade att fördragstexten hade gått förlorad i en brand under Justinianus regeringstid. Han varnade Reccared att han troligen inte ville att den skulle hittas, eftersom bysantinerna enligt fördraget behärskade större territorium än de faktiskt komtrollerade i augusti 599. Leovigilds vinster mot den romerska provinsen var större än de romerska återerövringarna under Reccareds regeringstid.

### Bysantinska Spaniens fall
År 602 störtades och dödades  Maurikios, och ett utdraget krig med perserna inleddes. Den visigotiska kungen Witteric utnyttjade detta och startade ett krig med bysantinerna för att erövra södra Baetica och nå Gibraltar sund. Det är möjligt att visigoterna återerövrade  delar av det bysantinska Spanien vid denna tid. Gundemar flyttade översätet för kyrkan i Karthaginiensis från bysantinska Cartagena till visigotiska Toledo år 610 och förde ett fälttåg mot provinsen Spania år 611, men utan resultat. 
Sisebut blev bysantinernas gissel i Spanien. År 614 och 615 genomförde han två massiva expeditioner mot dem och erövrade Málaga före 619, då dess biskop framträder vid det andra konciliet i Sevilla. Han erövrade ända fram till Medelhavskusten och jämnade många städer med marken, tillräckligt för att till och med fånga den frankiske krönikören Fredegars uppmärksamhet: ". . . Kung Sisbodus tog många städer från det romerska riket längs kusten, förstörde dem och lade dem i ruiner ( latin . . . et plures civitates ab imperio Romano Sisebodus litore maris abstulit et usque fundamentum destruxit). Kung Sisebut vann också en avgörande seger över bysantinerna. De besegrades i två slag och provinsens guvernör, patriciern Caesarius, bad den visigotiska kungen om fred. Sisebut jämnade troligen också Cartagena med marken. Staden blev så ödelagd att det aldrig återhämtade sig under det visigotiska rikets tid i Spanien.  Eftersom visigoterna var oförmögna att genomföra anständiga belägringar av befästningar var de tvungna att minska försvaret på alla befästa platser de intog för att förhindra senare arméer från att använda dem mot dem. Eftersom Cartagena förstördes helt medan Málaga skonades, har man dragit slutsatsen att den förstnämnda föll först medan den bysantinska närvaron fortfarande var tillräckligt stor för att utgöra ett hot. Málaga föll en tid därefter när bysantinerna var så reducerade att de inte längre utgjorde någon fara för den visigotiska hegemonin över hela halvön. Sisebut gick med på att förhandla och en gemensam delegation sändes till Konstantinopel. Kejsaren hade inte tid för spanska angelägenheter, och ambassadörerna återvände med oförrättat ärende. Möjligen gick Herakleios med på att ge upp Cartagena och större delen av territoriet Malaga, den näst viktigaste staden i provinsen. År 621 höll bysantinerna fortfarande några städer, men Suintila återtog dem kort och år 624 var hela provinsen Spania i visigotiska händer utom Balearerna. Åren 623-625 lade kung Suintila beslag på nästan alla rester av de bysantinska besittningarna. Tydligen var allt som bysantinerna hade kvar några få stödjepunkter i området kring dagens Algeciras, vilket tillsammans med besittningen av Septem gjorde det möjligt att kontrollera Gibraltarsundet. Bysans spanska provins upphörde sedan att existera.

### Ekonomi
Upprättandet av den bysantinska kontrollen ledde till ett uppsving för handeln i södra Spanien. Ett myntverk öppnades i Cartagena, som inte bara präglade guld solidi, utan också små mynt som tillgodosåg handelns behov. Visigoterna präglade också mynt, men för dem var det mest en symbol för suveränitet och inte inriktat på handel. Uppsvinget för marknadsekonomin var tydligt gentemot visigoternas tid, då handeln hade förfallit under deras  styre. Förutom Cartagena växte Malaga i betydelse som en viktig transitpunkt för nordafrikanska varor.
De ständiga krigen med visigoterna och stängningen av gränsen mot det visigotiska riket avbröt de ekonomiska banden mellan städerna i det av Bysans behärskade Spanien och andra städer på iberiska halvön. Handeln omorienterades mot Afrika och östra Medelhavsområdet. De våldsamma krigen och täta plundringsräder underminerade ekonomin i gränsområdena, och provinsens ekonomi tyngdes av det kejserliga skattesystemet. Detta orsakade missnöje bland befolkningen, och de visigotiska kungarna utnyttjade detta. Den visigotiska erövringen orsakade stora skador för den lokala ekonomin i området. Visigoterna förstörde medvetet de städer de hade intagit, hamnar och handelscentra förstördes i hela området. Förstöring av hamnarna var visigoternas sätt att förhindra nya bysantinska landstigningar. Förstörda handelscentra försvagade de lokala köpmännens ställning.De var den sociala grupp som var närmast lierad med det Östrom.

### Bysantinsk kultur
I de områden på den iberiska halvön som kom under det bysantinska rikets styre på 500-talet var den lokala kulturen starkt influerad av kulturen i det bysantinska Afrika. Detta förklaras av de långvariga banden mellan södra Spanien och Nordafrika. Justinianus annekterade också Nordafrika och skapade en administrativ enhet inom det afrikanska exarkatet med centrum i Karthago. Två kyrkor, en i Algezares söder om Murcia och en i San Pedro de Alcántara nära Málaga, har grävts ut och studerats arkeologiskt. Det var bara på Balearerna som stilen från Grekland och Thrakien fick fotfäste. Och även om bysantinska stilmarkörer finns i hela Spanien, delar de i de gotiska regionerna inte kopplingar till de afrikanska stilar som är förhärskande i Spanien. I närheten av staden Cartagena har fynd gjorts av många amforor och keramik från Nordafrika, vilket tyder på aktiva handelsförbindelser mellan de spanska och afrikanska besittningarna i Bysans imperium. Cartagena har under de senaste åren grävts ut ganska grundligt och ett bostadskomplex som troligen skapats för bysantinska soldater som ockuperar staden har upptäckts.  Många artefakter som vittnar om den bysantinska närvaron kan ses i Museo Arqueológico de Cartagena. Staden hade  under det bysantinska styret en mycket mindre befolkning och yta, liksom de flesta i Spanien vid den tiden.
Bysans hade också ett kulturellt inflytande på visigotiska kungariket Toledo. Från slutet av 500-talet började de visigotiska kungarna imitera bysantinerna i organisationen av hovets byråkratiska apparat och i några av de yttre attributen för monarkens makt. Rättshistoriker noterar att gotiska lagstiftare i stor utsträckning lånat rättsnormer från Justinianus kodex. Bysans hade också ett starkt inflytande på den spanska kyrkan, i ikonmåleriet  och liturgin. Arkeologin visar att från mitten av 500-talet blev föremål och smycken tillverkade i gotisk stil omoderna, och hantverksprodukter som mer präglades av den bysantinska stilen blev mer utbredda. Arkitekturen visar också ett betydande inflytande från Bysans, 

## Befolkning, ekonomi och religion
När romarna nådde den iberiska halvön på 100-talet f.Kr. hade den iberiska ursprungsbefolkningen redan blandat sig med kelter i flera århundraden. Fenicier, kartager och greker hade koloniserat halvön längs Medelhavskusten sedan 700-talet f.Kr. De legioner som stationerades av romarna ökade den kulturella blandningen. Befolkningen fick så småningom tillskott av germanska stammar, nordafrikanska morer och judar.
Romerna formade Spanien med sin vägbyggen, broar och akvedukter som till exempel den välbevarade Akvedukten i Segovia. De byggde offentliga bad, teatrar och arenor för cirkus och gladiatorspel. Den största arenan låg i det dåtida Italica ( i dagens Sevilla). Den arena kunde ha en publik på 20 000 åskådare. Det var viktigt med dessa offentliga byggnadsverk för att romanisera befolkningen.
Efter erövringen kunde Rom uttnyttja mineraltillgångarna i landet. En Gibbon kunde Rom få 10 ton guld om året från gruvor i Hispania. Bara runt Carthago Nova fanns 40 000 personer sysselsatta i gruvor. Under de tre första århundradena av det romerska kejsardömet rådde fred och relativt välstånd på iberiska halvön men det inre av halvön och bergen i norr tog inte så stor del i utvecklingen. Hispania exporterade trä, cinnober, guld, järn, tenn, bly, keramik, marmor, vin och olivolja. Guldgruvorna i Hispania var viktiga för Romariket. 
Den mest populära guden i den romerska provinsen Hispania var Isis, följt av Magna Mater, den stora modern. De kartagisk-feniciska gudarna Melkart (både en sol- och en havsgud) och Tanit-Caelestis, en modergudinna som möjligen förknippas med månen var också populära. Den romerska gudavärlden ersatte snabbt de ursprungliga gudarna genom identifiering: Melkart blev Herkules, som under lång tid av grekerna betraktades som en variant av deras Herkules. Baal-Hammon, den kartagiske huvudguden, spelade också en viktig roll, liksom de egyptiska gudarna Bes och Osiris. På 300-talet spreds dock kristendomen snabbt i provinserna.

## Bildgalleri

Hispania 220–19 f.Kr.
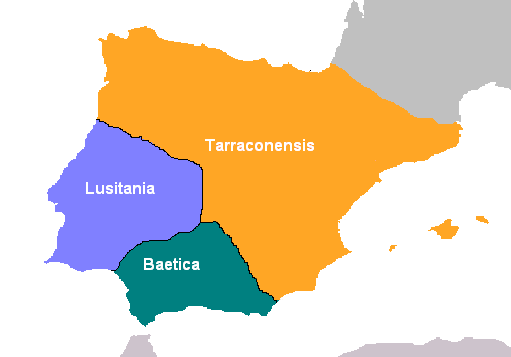
Hispania 27 f.Kr.
Hispania 117-138 e.Kr.